# Deambulatoriu
Deambulatoriul (din latină deambulatio = circulație, plimbare) este o galerie de circulație interioară care înconjoară altarul în marile biserici catolice, construite în stil romanic, un coridor semicircular care se prelungește din navele laterale în absidă și înconjură altarul principal. Din loc în loc, din acest coridor se deschid absidiole sau capele razante, unde se păstrează moaște sau relicve sfinte. Prin ambulatorii pot circula credincioșii aflați în procesiune care vin să vadă criptele sau sarcofagele cu moaște de sfinți și să se închine.
Bisericile romanice sunt foarte slab luminate, de obicei navele centrale primesc lumina numai prin ferestrele navelor laterale. Doar absida poate avea ferestre înalte care luminează și deambulatoriul.
Deambulatoriul, care a apărut la bisericile romanice de pelerinaj, s-a menținut și în gotic.
Tot deambulatoriu este numit și porticul acoperit care înconjoară curtea interioara a unei mănăstiri catolice.

## Galerie imagini

Părțile principale ale bisericilor catolice
Nava centrală
Nave laterale
Aulă (sală)
Transept
Prezbiteriu
Deambulatoriu
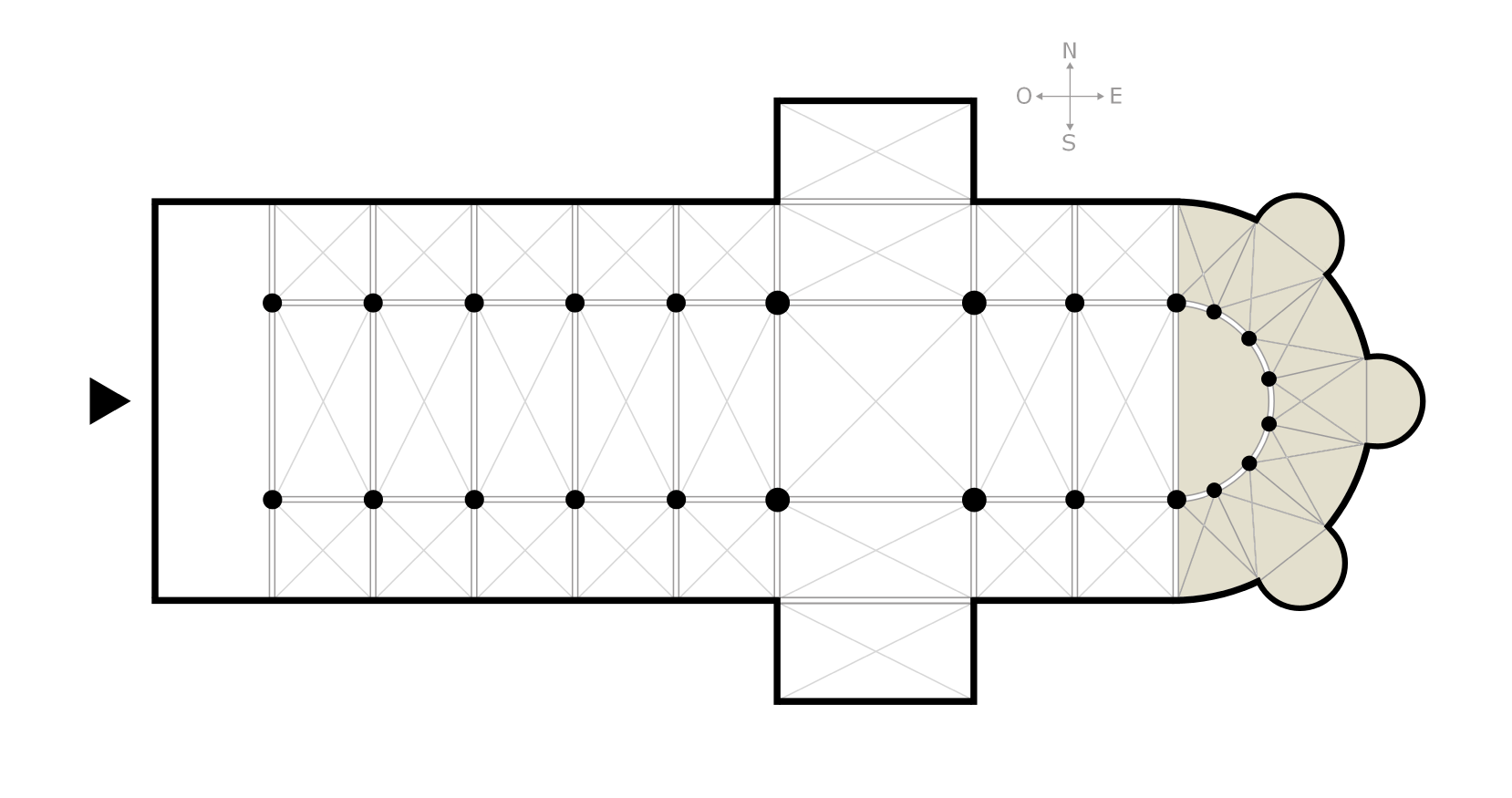
Absidă

## Vezi și
- Glosar de arhitectură